# Ерік Сміт (футболіст)
Ерік Сміт (швед. Eric Smith, нар. 8 січня 1997, Гальмстад, Швеція) — шведський футболіст, центральний півзахисник бельгійського клубу «Гент». На правах оренди виступає за німецький «Санкт-Паулі».

## Клубна кар'єра
Ерік Сміт народився у місті Гальмстад і займатися футболом почав в академії місцевого однойменного клуба. У 2014 році Ерік закінчив навчання в академії і його почали залучати до матчів першої команди. Дебют на професійному рівні відбувся у матчі на Кубок. 28 квітня 2014 року Сміт зіграв свій перший матч в Аллсвенскан.
Перед початком сезону 2016 року футболіст перейшов до клубу Аллсвенскан «Норрчепінг», у складі якого взяв участь у матчах Ліги чемпіонів та Ліги Європи.
Після цього Сміт уклав угоду з бельгійським клубом «Гент». Але в Бельгії футболіст не зумів себе проявити і майже одразу відправився в оренду. У 2019 році Сміт виступав за норвезький «Тромсе». У травні 2020 року Сміт повернувся до «Норрчепінга» на правах оренди і провів у клубі ще один сезон. З січня 2021 року Ерік Сміт на правах оренди є гравцем німецького клубу «Санкт-Паулі». У липні термін оренди було продовжено.

## Збірна
Ерік Сміт захищав кольори юнацьких збірних Швеції.

## Особисте життя
Батько Еріка Андерс Йоганссон Сміт також в минулому професійний футболіст.